# Jöns Henric Denell
Jöns Henric Denell, (även Johan Henrik Denell) född 13 augusti 1749 i Västra Hoby socken, död 5 november 1814 i Göteborg,, var en svensk poet, översättare och lingvist.
Jöns Henric Denell var son till kyrkoherden i Västra Hoby och Håstad Olof Denell. Han åtnjöt skolundervisning i hemmet och studerade både i Lund, där han inskrevs 1764, och i Greifswald. Han blev filosofie magister 1772. Denell var informator hos majoren Johan Gustaf von Schantz 1772 och hos Philip von Platen på Dornhoff på Rügen 1773–1775. 1776 blev han docent i tyska litteraturen vid Lunds universitet och språkmästare där 1781. Efter att år 1786 ha begärt avsked från anställningen vid universitetet tjänstgjorde han en tid som lärare vid handelsinstitutet Wilhelmsdal i Halland varpå han begav sig till Göteborg där han 1787 utsågs till translator publicus. 1788 fick han privilegium som bokhandlare i Norrköping och flyttade dit. Han återvände dock efter en tid till Göteborg där han sedan var bosatt fram till sin död.
Denell var även flitigt verksam som författare av egna alster. Det mesta var brödskriveri, men visst har litteraturhistoriskt värde som en av de första romantiska författarna i Sverige. 1777–1781 medverkade han i Lunds Weckoblad. Bland hans dikter märks prosadikten Vinteren och den 1786 publicerade Lotta då hon en afton besökte Werthers urna inspirerad av ett kopparstick med motiv från Den unge Werthers lidanden. 1793 erhöll han pris av Svenska Akademien för en psalm.